# Escándalo en el internado
Escándalo en el internado (título en italiano: Veneri in collegio) es una coproducción hispano-italiana de comedia estrenada en 1965 y dirigida por Marino Girolami.

## Sinopsis
Tres jóvenes paparazzis, haciéndose pasar por fontaneros, logran entrar en un internado femenino suizo fuertemente vigilado, para fotografiar a una joven estudiante, que será la futura esposa de un jeque árabe. Otros tres periodistas de un tabloide parisino llegan al colegio con el mismo propósito, haciéndose pasar por miembros de un órgano de control del internado. Se desatará una auténtica batalla entre los dos grupos de periodistas para poder fotografiar a los novios. La ausencia temporal del muy estricto director y la llegada de dos falsos árabes, que en realidad son director y actor, complicarán aún más la situación.

## Reparto
- Franco Franchi ... Calogero Rapisarda
- Ciccio Ingrassia ...	Ciccio Tobia
- Raimondo Vianello	...	Profesor Meed
- Ursula Davis ...	Daniela / Monique
- Sandra Mondaini ... Leontine Bartzman
- Ennio Girolami ... Rino Fossati
- Carla Calò ... Directora del colegio
- Carla Macelloni ... Lou
- Michele Accidenti	...	Cianni
- Antonio Ozores ... Periodista
- Julio Peña ... Periodista
- José Luis Coll ... Anacleto
- Marco Tulli ... Dimilov
- Silvio Bagolini ... Profesor Le Sucs
- Carlo Pisacane ... Raffaele Scognamiglio
- Enzo Andronico ... Re Hakim
- Ángel Ter
- Vittorio Congia